# Площадь Революции (Москва)
Пло́щадь Револю́ции (до марта 1917 года — Воскресе́нская пло́щадь) — одна из центральных площадей Москвы. Расположена на территории Тверского района между Манежной и Театральной площадями.

## История

### Формирование и развитие

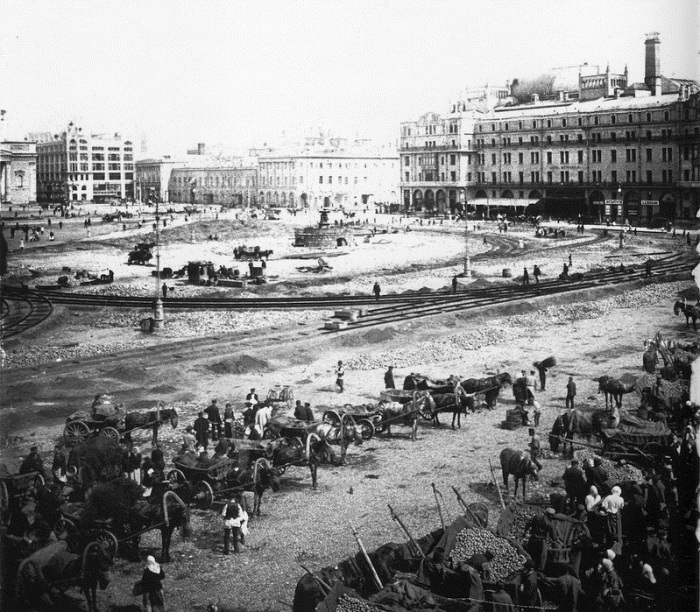
Воскресенская площадь, 1908 год

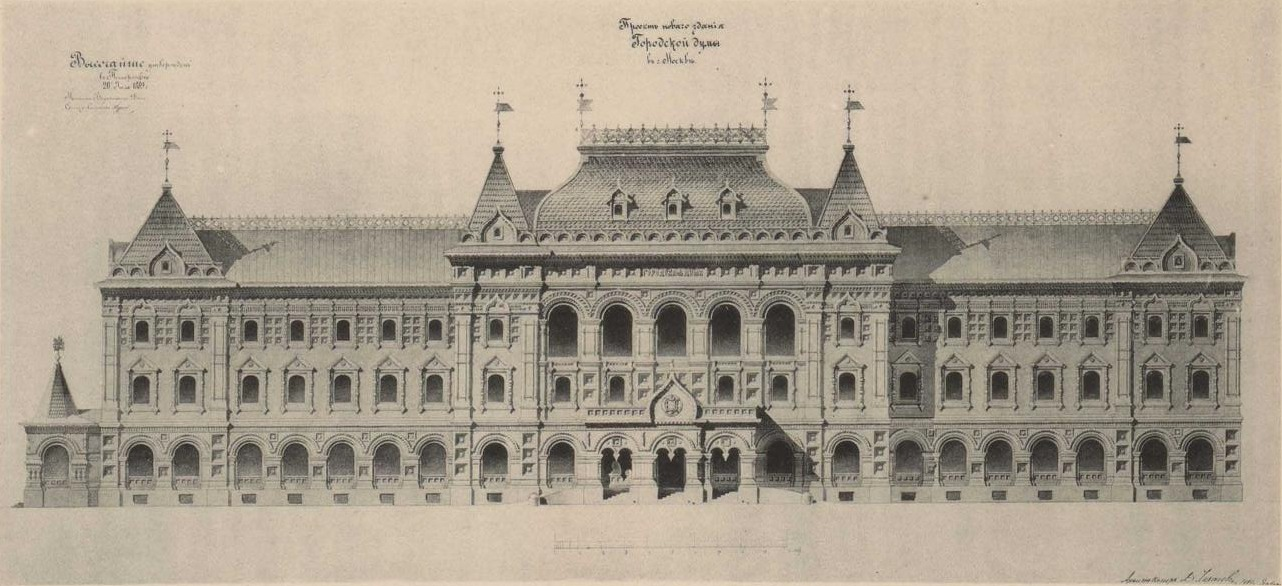
Проект здания думы XIX века, 1888—1890 годы

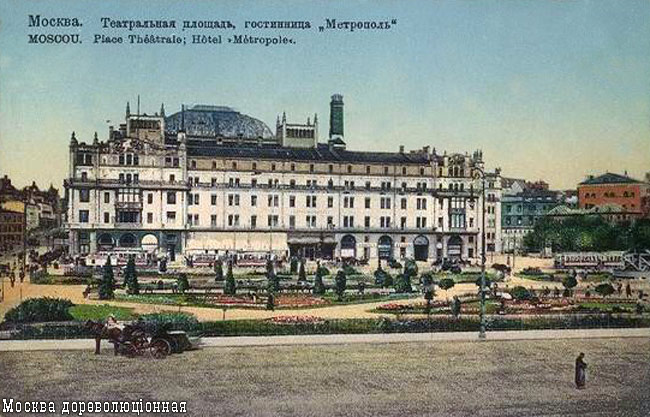
Гостиница «Метрополь», 1917 год

Исторически через центр современной площади протекало русло реки Неглинной. В 1516 году во время правления Василия III построили плотину, а рядом ветряную мельницу. На северном берегу были расположены лавки и амбары с мукой, отчего ряд получил название — мучной. В 1536—1538 годах на южной стороне от реки была построена кирпичная стена Китай-города, которая доходила до кремлёвской; из-за этого местность современной площади стала Загородьем, связь с которым осуществлялась через Неглинные ворота.
В начале XVII века по указу Бориса Годунова через реку построили каменный мост на арках. К тому времени Китай-город был уже большим торговым центром, места для размещения лавок там не хватало, поэтому многие купцы располагались на мосту, а также по обе стороны от него, формируя торговую площадь.
К середине XVII века площадь занимали различные торговые ряды. На месте современного здания филиала Государственного исторического музея (изначально — здание городской думы, в советский период — Музей имени Ленина) находились лавки яблочного, дынного, огуречного, ягодного и капустного рядов. Дальше от моста располагались курятный (охотный), харчевой и пряничный ряды, а на западе стояли крупяные лавки. Все торговые постройки были деревянными и после каждого большого пожара возводились заново. В 1680 году Неглиненские ворота переименовали в Воскресенские, такое же название получил мост. В начале XVIII века по указу Петра I вокруг Кремля и Китай-города были сделаны земляные бастионы, а перед ними выкопаны рвы, в один из которых пустили реку Неглинную. К середине века на месте некоторых торговых рядов возвели двухэтажное здание с подвальным помещением для Монетного двора. Позднее в здании размещались судебные учреждения, а в подвальном помещении тюрьма «Яма», в которой после подавления крестьянского восстания находился Емельян Пугачёв. В 1798 году на углу площади и Тверской улицы построили небольшие каменные дома генеральши Курманлеевой.
В 1817—1819 годах Неглинную полностью закрыли в коллектор, мост убрали, бастионы снесли. Получившуюся площадь назвали Воскресенской, её активно застроили каменными зданиями. В 1820-м здание судебных учреждений дополнили колоннами и портиком, а через год полностью перестроили по проекту архитектора Евгения Паскаля. Дома Курманлеевой были соединены между собой, образовав сплошной двухэтажный дом. На верхних этажах располагались квартиры, а на нижних — популярный «Московский трактир» и магазины. Ещё один трактир находился на углу с Театральной площадью. В 1820-х годах был перестроен двухэтажный дом купца Горюнова, который он построил на площади в конце XVIII века. Внизу разместили лавки, а наверху находилась кофейня Печкина, которая пользовалась популярностью у литературного и театрального сообществ столицы.
Архитектор Осип Бове, занимавшийся восстановлением Москвы после пожара 1812 года, отвечал за фасадное убранство города. Он объединил визуально Театральную площадь с Воскресенской, изменив расположение окон углового дома и использовав иное оформление. В 1890-х было снесено здание судебных учреждений вместе с «Ямой», на этом месте по проекту архитектора Дмитрия Чичагова возвели здание городской думы. Напротив располагался большой пятиэтажный дом, который занимала московская гостиница (в настоящее время — «Гранд-отель»).

### Площадь Революции
Во время революции 1917 года Воскресенская площадь оказалась в гуще событий. Во многих советских справочниках ранее было ошибочно указано, что её переименовали в площадь Революции в мае 1918 года в честь боёв за здание думы. Однако на самом деле имя Революции площадь получила ещё в марте 1917 года — согласно решению Московской думы после свержения Николая II (Февральская революция). Сразу после его отречения в здании думы созвали временный революционный комитет, а на улице стала собираться толпа людей.
27 февраля… Воскресенская площадь бурлила толпами народа. 28 февраля улицы были неузнаваемы. Они были запружены толпами, которые шли к центру с пением «Марсельезы», с оркестрами, с плакатами «Долой самодержавие!», «Да здравствует 8-часовой рабочий день!», «Долой войну!»… Здание городской Думы окружено тысячами демонстрантов. Появляются первые группы солдат, покинувших казармы. Обезоруживаются полиция и жандармы.Алексей Родин, очевидец событий, происходивших на площади в 1917 году
В 1930-х годах площадь Революции приобрела современный вид, поскольку была достроена гостиница «Москва», боковой корпус которой выходил на площадь и завершал ансамбль. В 1935-м по проекту архитектора Алексея Душкина началось строительство линии метро и станции «Площадь Революции». 15 мая 1936 года в бывшем здании думы открыли Музей имени Ленина, материалы к которому собирали ещё с 1924-го. Станция метро открылась в 1938 году, а во время Великой Отечественной войны она служила бомбоубежищем для москвичей. В 1988-м восстановили снесённые по приказу Иосифа Сталина Воскресенские ворота, а в 1997 году на месте Воскресенского моста построили здание Музея археологии.

## Современность

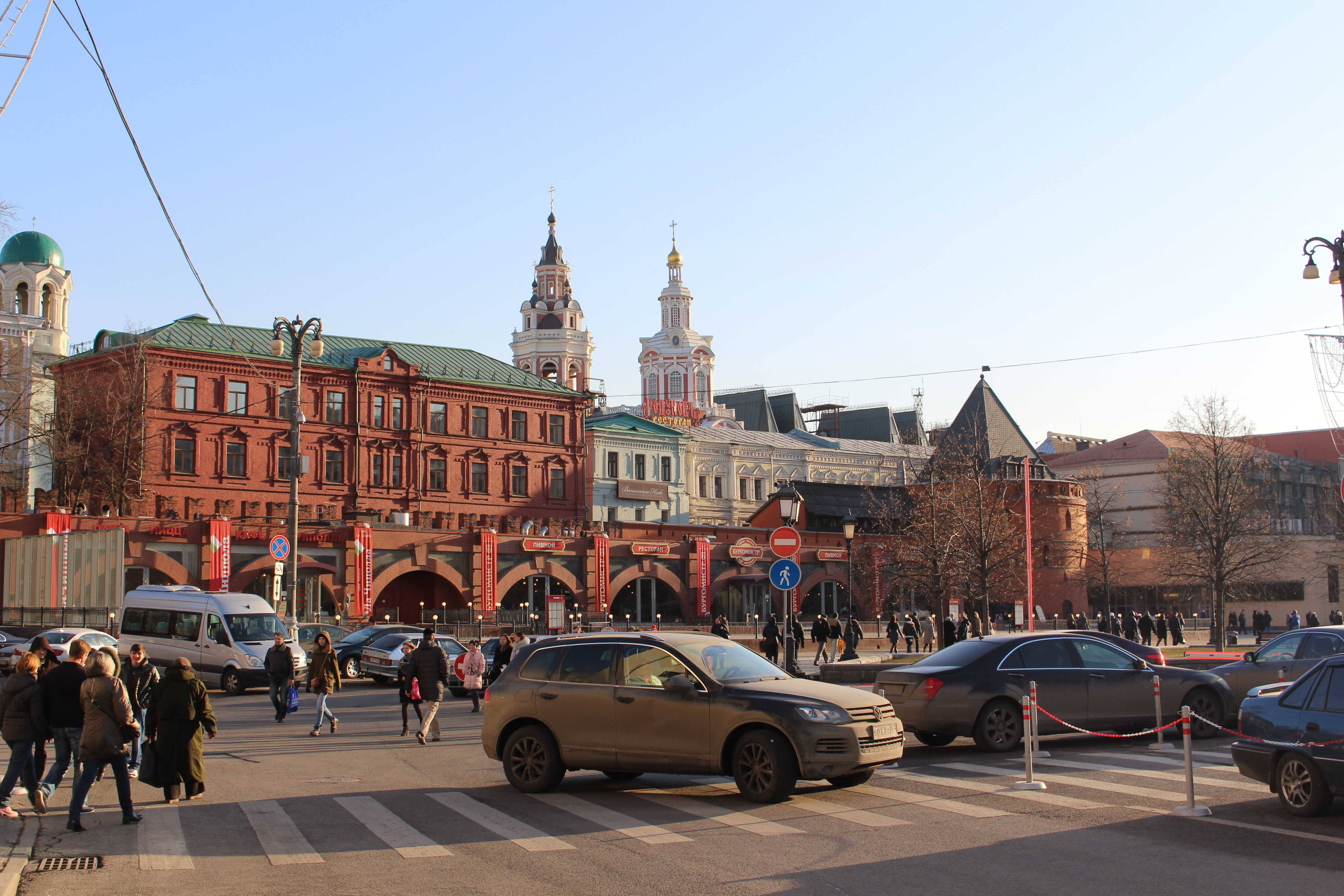
Вид на современную площадь Революции, 2014 год

В 1990 году было принято решение вернуть соседней площади Свердлова название Театральная площадь. В 1997 году был осуществлён коммерческий проект по восстановлению снесённой Круглой башни Китай-города с целью её приспособления под ресторан (Театральная площадь, 5, стр. 1). Построенное здание, впрочем, является лишь имитацией, при этом проходящий рядом исторический участок Китайгородской стены (к которому примыкает единственная сохранившаяся башня укрепления — Птичья, возле Третьяковского проезда) остался нетронутым и в настоящее время находится в аварийном состоянии.
В 2011 году в СМИ появилась информация о том, что площадь Революции планируют реконструировать. Это обеспокоило общественность, так как в это время в Москве проходили протестные движения и на площади также были запланированы митинги. Правительство опровергло информацию. Через два года объявили проект реконструкции, который подразумевал возвращение площади облика XIX века. Большую часть территории планировалось засеять травой и соединить с зоной Большого театра и Театральной площадью. Между «Метрополем» и Китайгородской стеной авторы проекта предложили организовать уличные кафе, а между гостиницей «Москва» и Государственным историческим музеем — зону отдыха с цветниками и скамейками. Также на площади предложили создать музей старинных московских фонарей под открытым небом. Завершение реконструкции было намечено на 2014 год, однако архитектурное бюро «Wowhaus» только в сентябре 2014 года вынесло проект на обсуждение с москвичами через систему «Активный гражданин». Поэтому начало работ было отложено на 2015 год. В ноябре 2015 года было объявлено, что проект находится в стадии согласования с Москомархитектуры, хотя ранее представители компании утверждали, что этот этап уже пройден. В том же году проект реконструкции вышел в финал премии международного архитектурного фестиваля WAF в номинации «Культурные проекты», но призовое место не получил.
В 2016 году на площади состоялся согласованный масштабный антикризисный митинг. В 2017 году в честь столетия революции на площади состоялась массовая демонстрация, организованная сторонниками КПРФ, среди участников были представители коммунистических партий Китая, Кубы, Аргентины, Италии и других стран. На площади проходят новогодние праздники — ежегодная праздничная программа «Путешествие в Рождество».

## Ансамбль площади

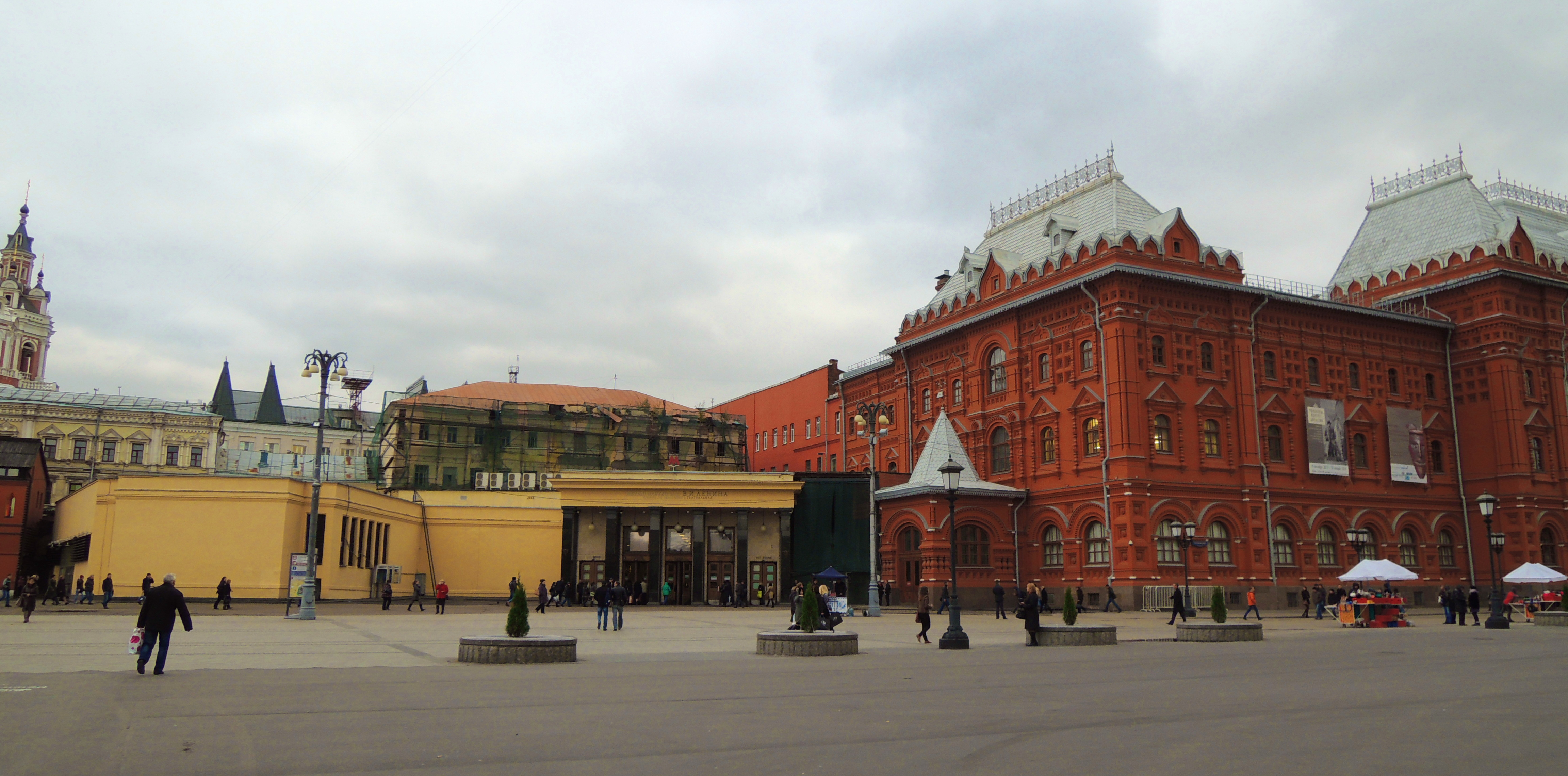
Вид на площадь в сторону станции метро

- Музей В. И. Ленина и Музей Отечественной войны 1812 года (площадь Революции, дом № 2/3)[24];
- Гостиница «Метрополь» (Театральный проезд, дом № 2)[1];
- Гостиница «Москва» (улица Охотный Ряд, дом № 2)[25];
- Российский государственный гуманитарный университет, Историко-архивный институт (Никольская улица, дом № 15)[26];
- Старый монетный двор (Никольская улица, дом № 5/1)[1];
- Музей археологии Москвы (Манежная площадь, дом № 1А)[27].

## Общественный транспорт
- На площади расположен совмещённый вестибюль станций метро «Площадь Революции» и «Театральная». Рядом находится станция «Охотный Ряд».
- На площади расположены остановки автобусов № м2, м3, м6, м7, м9, м40, е10, е30, н1, н2, н11, н12.